# Ipolyszele
Ipolyszele (1899-ig Zelene, szlovákul: Zelené) 1966 óta Poltár városrésze Szlovákiában, a Besztercebányai kerületben, a Poltári járásban.

## Fekvése
Losonctól 14 km-re északkeletre, Poltár központjától 1 km-re nyugatra, az 595-ös út mentén, az Ipoly jobb partján fekszik.
Egyike a Poltárt alkotó három kataszteri területnek, területe 4,8350 km².

## Története
Ipolyszele első említése Csánki Dezső szerint 1438-ban történik. A falu nevét zöldellő rétjeiről kapta (szlovák: zelené = zöld). Birtokosai 1548-ig Szőllősi János és testvérei Lőrinc és Miklós, majd a Bebek és Balassa családok voltak. 1554 és 1593 között a hódoltság részévé vált. 1598-ban Zákán István a falu birtokosa. Borovszky Samu szerint 1740-ben a Balogh család birtokában állt. 1770-ben Tihanyi Dániel, 1826-ban Ebecki Tihanyi Tamás, majd Ebecki Tihanyi Ferenc a földesura, aki 1845-ben a templomot is építtette. Rajta kívül még a poltári Pelargus és Géczy nemesi családoknak voltak itt birtokaik. Baratta Alajos itteni birtokán cserépgyárat alapított. 1828-ban 28 házában 274 lakos élt, akik mezőgazdasággal, fazekassággal foglalkoztak.
A település része Podháj-Erdőaljapuszta, mely a középkorban Alsópodháj néven szerepelt és önálló falu volt, első említése 1548-ból származik. Birtokosai Soós Tamás és Sebestyén voltak. A török harcokban a falu megsemmisült és már nem telepítették újra.
A trianoni békeszerződésig Nógrád vármegye Losonci járásához tartozott.
1966-ban csatolták Poltárhoz.

## Népessége
1910-ben 399, többségben szlovák lakosa volt, jelentős magyar kisebbséggel.
1921-ben a Losonci járáshoz tartozó községet (5,01 km²-es területén) 392-en lakták; ebből 385 szlovák nemzetiségű, 356 evangélikus és 36 római katolikus vallású.

## Nevezetességei
A falu templomát 1845-ben Ebecki Tihanyi Ferenc Nógrád vármegye alispánja építtette.

## Külső hivatkozások
- Ipolyszele története (szlovákul)
- Ipolyszele Szlovákia térképén
- E-obce.sk Archiválva 2008. február 23-i dátummal a Wayback Machine-ben